# Idalus coacta
Idalus coacta là một loài bướm đêm thuộc phân họ Arctiinae, họ Erebidae.